# (4510) Shawna
(4510) Shawna est un astéroïde de la ceinture principale.

## Description
(4510) Shawna est un astéroïde de la ceinture principale. Il fut découvert le 13 décembre 1930 à Flagstaff par Clyde William Tombaugh. Il présente une orbite caractérisée par un demi-grand axe de 2,36 UA, une excentricité de 0,14 et une inclinaison de 7,0° par rapport à l'écliptique.

## Compléments